# Guaranésia (ort)
Guaranésia är en ort i Brasilien.   Den ligger i kommunen Guaranésia och delstaten Minas Gerais, i den sydöstra delen av landet, 600 km söder om huvudstaden Brasília. Guaranésia ligger 782 meter över havet och antalet invånare är 17 437.
Terrängen runt Guaranésia är platt åt sydost, men åt nordväst är den kuperad. Närmaste större samhälle är Guaxupé, 9,3 km öster om Guaranésia.
Omgivningarna runt Guaranésia är en mosaik av jordbruksmark och naturlig växtlighet. Runt Guaranésia är det ganska tätbefolkat, med 179 invånare per kvadratkilometer.